# Бакхёйс, Беб
Элиза Хендрик (Беб) Бакхёйс (нидерл. Elisa Hendrik «Beb» Bakhuys; 16 апреля 1909[…], Пекалонган, Центральная Ява — 7 июля 1982, Гаага) — нидерландский футболист, нападающий. Выступал за сборную Западной Европы против команды Центральной Европы (20.06.1937). Легенда нидерландского футбола.

## Клубная карьера
Начал профессиональную карьеру в 1925 году за чемпиона Нидерландов, ХБС Гаага. За клуб Беб провёл 2 сезона. В 1927 году на 9 сезонов перешёл в ЗАК. В 1937 году представлял ВВВ-Венло, но в этом же году на сезона перешёл во французский «Мец». Тем самым он стал вторым нидерландским легионером (после Геррита Кейзера, который в 1930 году стал игроком английской «Астон Виллы») в истории футбола Нидерландов.

## Карьера за сборную
За сборную Нидерланд провёл 23 матча и забил 28 голов. Участник чемпионата мира 1934 года в Италии.

## Карьера тренера
Беб был тренером французского «Меца» в сезоне 1945/46.

## Статистика

### Матчи Бакхёйса за сборную Нидерландов
| Матчи Бакхёйса за сборную Нидерландов | Матчи Бакхёйса за сборную Нидерландов | Матчи Бакхёйса за сборную Нидерландов | Матчи Бакхёйса за сборную Нидерландов | Матчи Бакхёйса за сборную Нидерландов | Матчи Бакхёйса за сборную Нидерландов |
| ------------------------------------- | ------------------------------------- | ------------------------------------- | ------------------------------------- | ------------------------------------- | ------------------------------------- |
| №                                     | Дата                                  | Соперник                              | Счёт                                  | Голы Бакхёйса                         | Соревнование                          |
| 1                                     | 2 декабря 1928                        | Италия                                | 2:3                                   | —                                     | Товарищеский матч                     |
| 2                                     | 17 марта 1929                         | Швейцария                             | 3:2                                   | 1                                     | Товарищеский матч                     |
| 3                                     | 5 мая 1929                            | Бельгия                               | 1:3                                   | 1                                     | Товарищеский матч                     |
| 4                                     | 11 марта 1934                         | Бельгия                               | 9:3                                   | 2                                     | Товарищеский матч                     |
| 5                                     | 8 апреля 1934                         | Ирландия                              | 5:2                                   | 2                                     | Чемпионат мира 1934 (отбор)           |
| 6                                     | 29 апреля 1934                        | Бельгия                               | 4:2                                   | 2                                     | Чемпионат мира 1934 (отбор)           |
| 7                                     | 10 мая 1934                           | Франция                               | 4:5                                   | 2                                     | Товарищеский матч                     |
| 8                                     | 27 мая 1934                           | Швейцария                             | 2:3                                   | —                                     | Чемпионат мира 1934                   |
| 9                                     | 4 ноября 1934                         | Швейцария                             | 4:2                                   | 2                                     | Товарищеский матч                     |
| 10                                    | 17 февраля 1935                       | Германия                              | 2:3                                   | 1                                     | Товарищеский матч                     |
| 11                                    | 31 марта 1935                         | Бельгия                               | 4:2                                   | 3                                     | Товарищеский матч                     |
| 12                                    | 12 мая 1935                           | Бельгия                               | 2:0                                   | 1                                     | Товарищеский матч                     |
| 13                                    | 18 мая 1935                           | Англия                                | 0:1                                   | —                                     | Товарищеский матч                     |
| 14                                    | 3 ноября 1935                         | Дания                                 | 3:0                                   | 1                                     | Товарищеский матч                     |
| 15                                    | 8 декабря 1935                        | Ирландия                              | 5:3                                   | 1                                     | Товарищеский матч                     |
| 16                                    | 12 января 1936                        | Франция                               | 6:1                                   | 3                                     | Товарищеский матч                     |
| 17                                    | 29 марта 1936                         | Бельгия                               | 8:0                                   | 3                                     | Товарищеский матч                     |
| 18                                    | 3 мая 1936                            | Бельгия                               | 1:1                                   | 1                                     | Товарищеский матч                     |
| 19                                    | 1 ноября 1936                         | Норвегия                              | 3:3                                   | 1                                     | Товарищеский матч                     |
| 20                                    | 31 января 1937                        | Германия                              | 2:2                                   | —                                     | Товарищеский матч                     |
| 21                                    | 7 марта 1937                          | Швейцария                             | 2:1                                   | 1                                     | Товарищеский матч                     |
| 22                                    | 4 апреля 1937                         | Бельгия                               | 1:2                                   | —                                     | Товарищеский матч                     |
| 23                                    | 2 мая 1937                            | Бельгия                               | 1:0                                   | —                                     | Товарищеский матч                     |

Итого: 23 матча / 28 голов; 13 побед, 3 ничьи, 7 поражений.